# 關東 (中國)
關東是戰國至唐代對函谷關及其依託的崤山以東地區的稱呼，亦稱「山東」；包括了今河南、山西、河北、山東以及內蒙古部分地區。如《三國志·魏書·鍾繇傳》記載：「是時，漢帝在西京，李催、郭汜等亂長安關中，與關東斷絕。」；《舊唐書·李勉傳》「至德初，從至靈武，拜監察御史，時，關東獻俘百餘，詔並處斬。」唐代以後，長安被廢棄，中國政治中心東移，函谷關地位下降，關東一詞也失去了原有的地理與政治意義，淡出人們的視野。